# Karloman (syn Karola Młota)
Karloman (ur. 715, zm. 754) – majordom królestwa Franków, faktyczny władca w latach 741–747 w Austrazji.
Po śmierci Karola Młota w roku 741 jego dwaj synowie, Karloman i Pepin Krótki, podzielili pomiędzy siebie królestwo Franków. Karloman otrzymał Austrazję, Szwabię i Turyngię. Wraz z Pepinem osadzili swojego najmłodszego, przyrodniego brata Griffo w klasztorze. Obaj bracia rządzili swoimi częściami zgodnie, wspierając się wzajemnie. Już w 742 roku Hunald I, książę Akwitanii, zbuntował się i bracia razem stłumili bunt. W tym samym roku bunt podniósł także Odilo, książę Bawarów i tym razem bracia tłumili go wspólnie.
W 743 roku na tronie królestwa osadzili Childeryka III z dynastii Merowingów. W tym samym roku Karloman wraz z Pepinem dokonali ataku na Sasów. W latach 744 i 745 doszło do ponownych buntów w Akwitanii i Bawarii, które obaj bracia zdławili. W 744 roku Odilo bawarski poślubił siostrę obu Karolingów – Hiltrudę. Karloman silnie wspierał chrystianizację Germanii i popierał budowaną przez świętego Bonifacego sieć kościołów i biskupstw. W 742 roku zwołał pierwszy synod kościoła na terenie Niemiec zw. Concilium Germanicum. Fundował też klasztory, w tym jeden z najsłynniejszych w Fuldzie.
W 746 roku, gdy wybuchł bunt możnych Alamanów, Karloman zwołał ich na zjazd do Cannstatt (obecnie Stuttgart). Po ich przybyciu dokonał masowej egzekucji możnych alamańskich (tzw. Masakra w Cannstatt).
15 sierpnia 747 Karloman przekazał swoje władztwo bratu Pepinowi Krótkiemu, przyjął tonsurę zakonnika od papieża Zachariasza i osiadł w klasztorze na Monte Cassino. Przebywał tam do 754 roku, kiedy to udał się na dwór swego brata Pepina, by zapewnić wpływy swemu synowi Drogonowi i odwieść władcę Franków od walki z Aistulfem, królem Longobardów. Pepin odmówił i uwięził brata w Vienne, gdzie Karloman zmarł kilka tygodni później. Został pochowany na Monte Cassino.